# Osteonekros

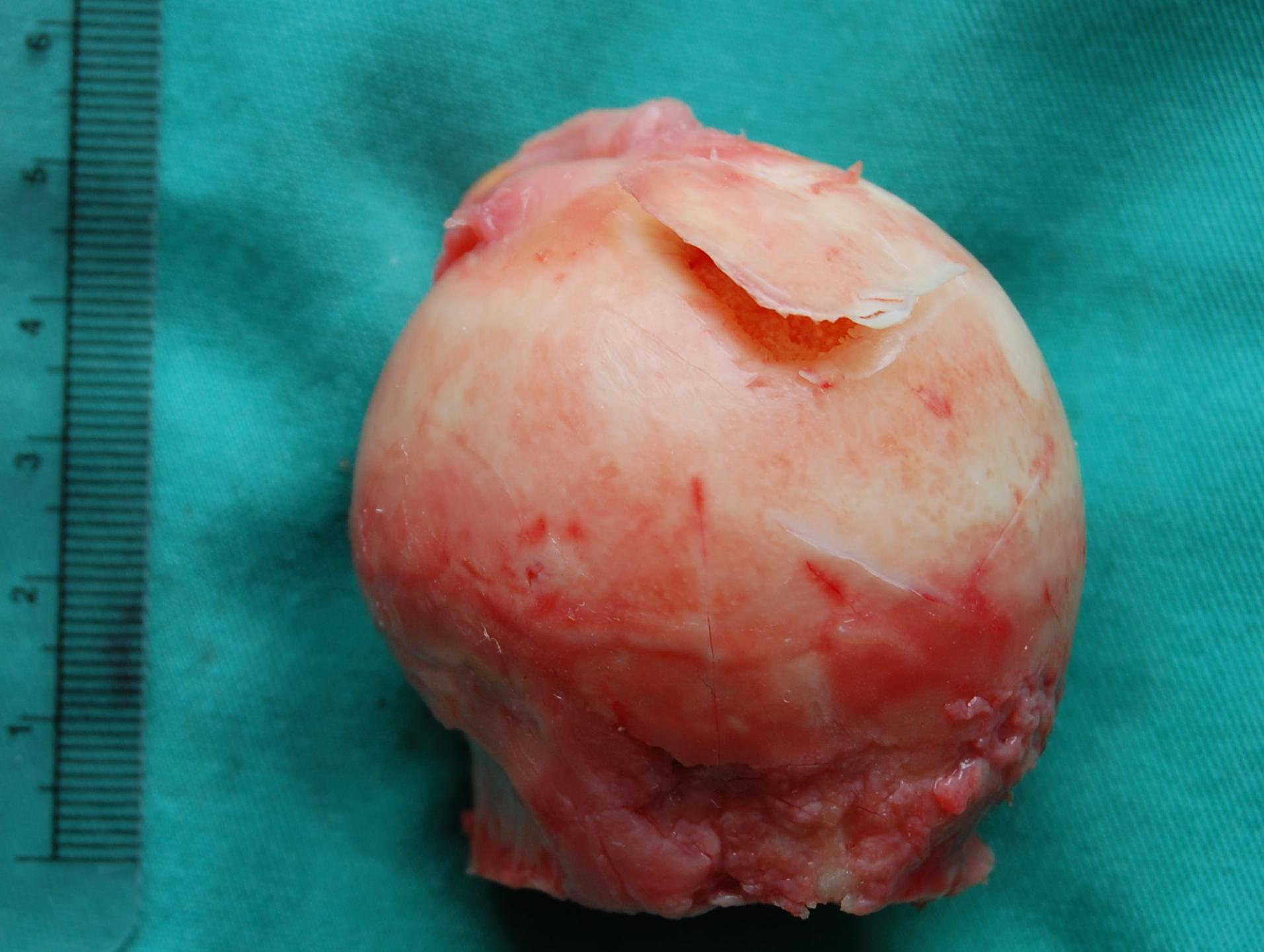
Huvud av lårbenet avaskulär nekros

Osteonekros, eller benvävsdöd, kallas det tillstånd då en otillräcklig blodförsörjning leder till att benvävnaden förstörs. Tillståndet kan bland annat orsakas av följande faktorer: användning av steroida läkemedel, alkoholkonsumtion, skada (trauma), ökat tryck inuti benet. strålningsbehandling, kemoterapi samt transplantation av njure eller andra organ är riskfaktorer för osteonekros.
I början av sjukdomsförloppet upplevs ofta inga symptom alls. Symptomen på benvävnadsdöd är smärta vid belastning av en led med osteonekros. I takt med att tillståndet förvärras ökar smärtan, och den drabbade kan även känna smärta från leden vid vila. Om leden och benet börjar förstöras, kan allvarlig smärta uppstå samt en oförmåga att använda leden. Från dess att de första symptomen uppträder till dess att leden bryts ner kan flera månader eller drygt ett år passera.